# Miękkoodwłokowce

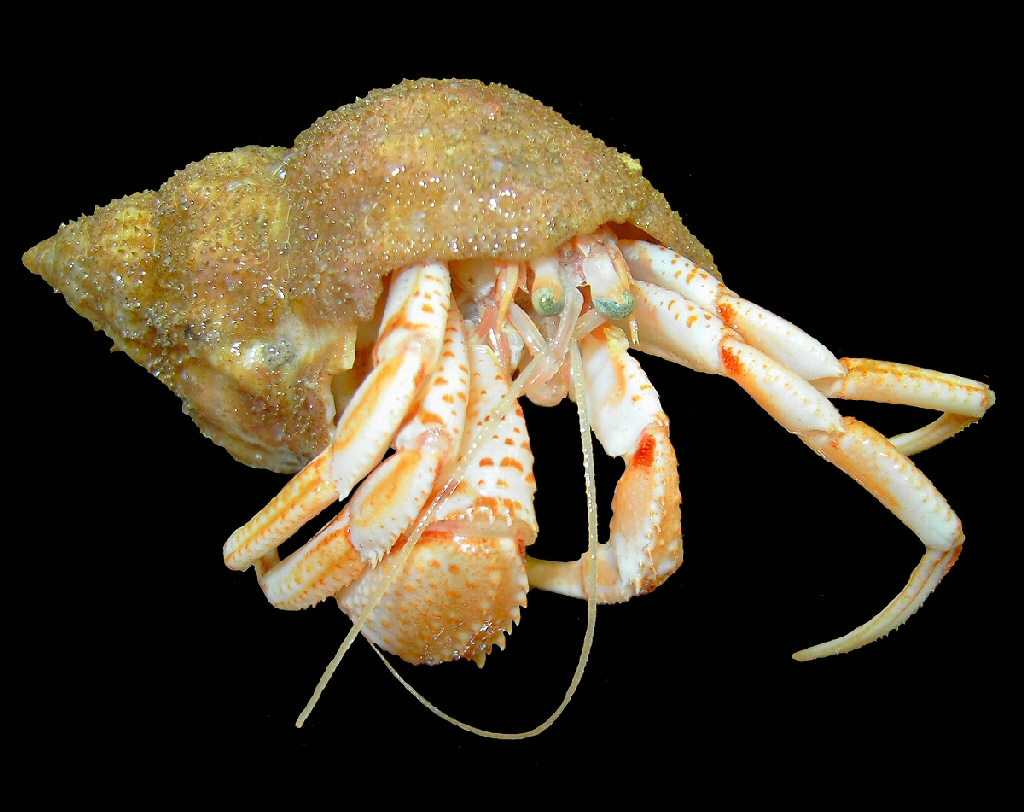
Pustelnik bernardyn z rodziny pustelnikowatych

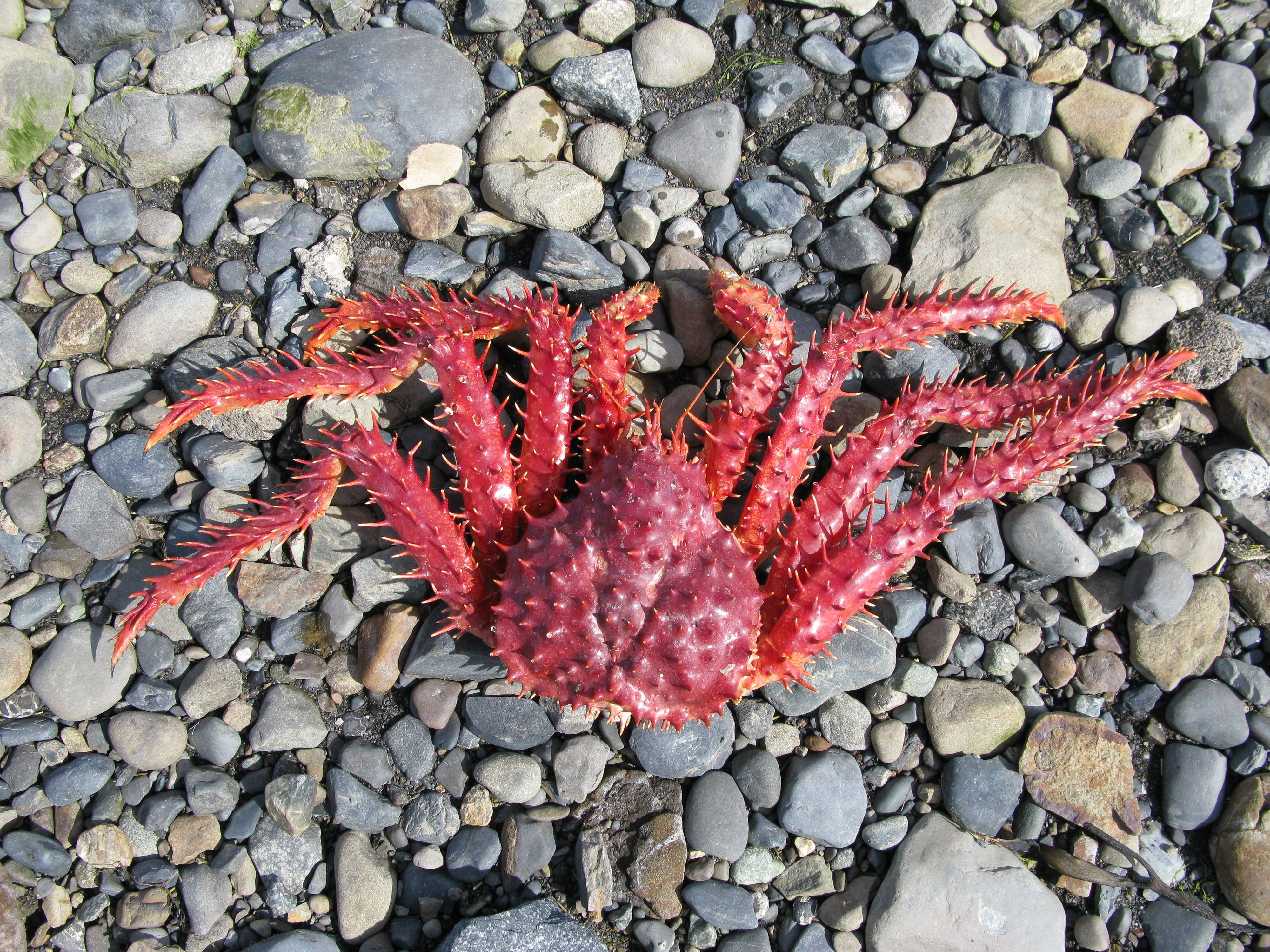
Lithodes santolla z rodziny krabonowatych

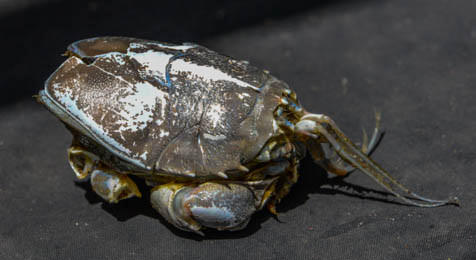
Blepharipoda occidentalis z rodziny Blephariopodidae

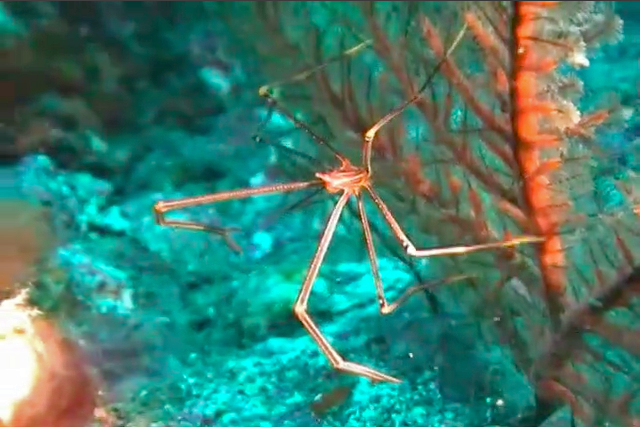
Chirostylus ortmanni z rodziny Chirostylidae

Miękkoodwłokowce, miernoodwłokowe, miękkoodwłokowe (Anomura) – infrarząd pancerzowców z rzędu dziesięcionogów. Grupa różnorodna morfologicznie i ekologicznie. Zasiedlają głównie wody słone, ale także słodkie i środowiska lądowe. Analizy filogenetyczne wskazują, że pojawiły się już w permie, natomiast szczątki znane są od triasu. Dotąd opisano ponad 2700 gatunków.

## Opis
Grupa zróżnicowana pod względem budowy, obejmująca dziesięcionogi średnich i dużych rozmiarów. Należą tu zarówno formy krabopodobne, formy o dłuższym i podwiniętym pod ciało odwłoku jak i formy pustelnikopodobne, zarówno o odwłoku symetrycznym jak i asymetrycznie skręconym. Segmentacja odwłoka może być widoczna lub zatarta, a budowa skrzeli różnorodna. Pereiopodia pierwszej pary zazwyczaj wyposażone są w szczypce, które mogą być asymetryczne. Druga, czwarta i piąta para pereiopodiów również mogą mieć szczypce, natomiast trzecia nie ma ich nigdy. Zazwyczaj piąta, czasem też czwarta para pereiopodiów ulega redukcji w celu służenia czyszczeniu skrzeli i jest z zewnątrz niewidoczna. Odwłok o zredukowanych lub całkiem zanikłych pleopodiach i zredukowanej płetwie odwłokowej.

## Ekologia
Miękkoodwłokowce są grupą zróżnicowaną pod względem preferencji ekologicznych. Większość gatunków jest morska, jednak występują również formy słodkowodne, ziemnowodne i lądowe, których oddychanie wspomagają modyfikacje karapaksu. Przejście do form wyłącznie słodkowodnych i lądowych zaszło w rodzinach Aeglidae i Coenobitidae.

## Ewolucja
Najstarsze szczątki kopalne pochodzą z przełomu noryku i retyku, natomiast czas oddzielenia się linii miękkodwłokowców datuje się na loping (około 259 milionów lat temu). Wiele współczesnych rodzin pojawiło się w wyniku kolejnych radiacji, jakie zaszły w jurze i wczesnej kredzie. Proces wykształcania się ciała krabopodobnego (ang. carcinization) nastąpił w tej grupie niezależnie 3 razy. Kolonizacja środowisk słodkowodnych i lądowych miała miejsce między kredą późną a trzeciorzędem.

## Systematyka
Do 2009 roku opisano 2700 wszystkich gatunków, natomiast do 2013 ponad 2500 współcześnie żyjących. W pracy przedstawiającej systematykę skorupiaków S.T. Ahyong i innych z 2011 roku podzielono je na 7 nadrodzin i 19 rodzin. Podział stosowany w 2016 roku w bazie WoRMS wyróżnia dodatkowo jeszcze jedną rodzinę, co razem daje 20:

- Lomisoidea Bouvier, 1895
  - Lomisidae Bouvier, 1895
- Aegloidea Dana, 1852
  - Aeglidae Dana, 1852
- Chirostyloidea Ortmann, 1892
  - Chirostylidae Ortmann, 1892
  - Eumunididae A. Milne-Edwards et Bouvier, 1900
  - Kiwaidae Macpherson, Jones et Segonzac, 2005
- Galatheoidea Samouelle, 1819
  - Galatheidae Samouelle, 1819
  - Munididae Ahyong, Baba, Macpherson et Poore, 2010
  - Munidopsidae Ortmann, 1898
  - Porcellanidae Haworth, 1825
- Hippoidea Latreille, 1825
  - Albuneidae Stimpson, 1858
  - Blepharipodidae Boyko, 2002
  - Hippidae Latreille, 1825
- Paguroidea Latreille, 1802 – pustelniki
  - Coenobitidae Dana, 1851
  - Diogenidae Ortmann, 1892
  - Paguridae Latreille, 1802 – pustelnikowate
  - Parapaguridae Smith, 1882
  - Pylochelidae Bate, 1888
  - Pylojacquesidae  McLaughlin et Lemaitre, 2001
- Lithodoidea Samouelle, 1819 – krabony
  - Hapalogastridae  Brandt, 1850
  - Lithodidae Samouelle, 1819 – krabonowate

Analiza filogenetyczna opublikowana w 2013 roku potwierdziła monofiletyzm miękkoodwłokowców oraz większości ich nadrodzin i rodzin. Pustelniki (Paguroidea) okazały się parafiletyczne i dla zachowania monofiletyzmu w ich skład powinny zostać włączone krabony (Lithodoidea). Niemonofiletyczne okazały się 3 rodziny: Diogenidae, pustelnikowate (Paguridae) i Munididae. Pozycję bazalną zajmują Hippoidea.